# Kakushite! Makina-san!!
Kakushite! Makina-san!! (かくして！ マキナさん!!?) es una serie de manga japonesa escrita e ilustrada por Yoshimi Sato. El manga comenzó a serializarse en la revista de manga seinen Monthly Action de Futabasha en octubre de 2022. Después de la disolución de la revista en febrero de 2024, se transfirió al sitio web Web Comic Action en abril del mismo año. Una adaptación televisiva de la serie de anime producida por BloomZ se estrenó en abril de 2025.

## Argumento
Makina Agatsuma, la ídol de la escuela, se muda a la casa de Eita Akutsu, un otaku mecánico introvertido. Eita, que ha albergado sentimientos secretos por ella, ¡cree que ha ganado el premio gordo! Pero resulta que, en realidad, Makina es una robot creada con fines sexuales. Sorprendido por sus repentinos avances físicos, el virgen Eita se siente perdido. Además, se encuentra en un frenesí tratando de ayudarla a mantener su identidad secreta. ¡Una comedia romántica con una revelación mecánica ligeramente atrevida, donde se desata la hilaridad mientras intentan mantener el secreto en secreto!

## Personajes
Makina Agatsuma (我妻マキナ Agatsuma Makina?)
 Seiyū: Tomoyo Takayanagi
Protagonista principal. Es la chica más popular de la escuela que es súper linda y alegre. Su verdadera identidad es una robot de IA creada con fines eróticos. Al enterarse de que su compañero Eita es experto en robótica, Makina se muda a su departamento.
Eita Akutsu (阿久津栄太 Akutsu Eita?)
 Seiyū: Yō Taichi
Compañero de clase de Makina y presidente del club de robótica del colegio. Un otaku mecánico tímido, solitario y virgen. Vive solo en un departamento, ya que su familia se encuentra lejos. Por casualidad, descubre el secreto de Makina y decide apoyarla mientras vive con ella.
Mimika Imose (妹兄ミミカ Imose Mimika?)
 Seiyū: Yūki Kuwahara
Una chica misteriosa que aparece ante Eita. A primera vista, se ve extremadamente linda, pura y saludable, y todos no pueden evitar querer protegerla...
Mamimi (まみみ?)
 Seiyū: Hina Natsume
La mejor amiga de Makina y una fujoshi. Tiene delirios muy fuertes y cree que Eita, quien ayuda a Makina, es un pervertido y sexualmente peligroso.
Alma Sakimori (防人アルマ Sakimori Aruma?)
 Seiyū: Eriko Matsui
Una robot de combate con IA que aparece frente a Mamimi. Al principio no mostraba emociones, pero después de recibir la excelente educación de Mamimi, despierta su lado pervertido.
Landlady (大家さん Ōka-san?)
 Seiyū: Ryōko Shintani
La dueña del apartamento donde Eita vive solo. Ella se encarga de cuidar a Eita a petición de su madre. Siempre desprende una atmósfera traviesa.

## Contenido de la obra

### Manga
El manga fue escrito e ilustrado por Yoshimi Sato, Kakushite! Makina-san!! comenzó la serialización en la revista de manga seinen Monthly Action de Futabasha el 25 de octubre de 2022. Después de que se publicara el número final de la revista Monthly Action el 24 de febrero de 2024, la serie se transfirió al sitio web Web Comic Action el 2 de abril del mismo año. Los capítulos de la serie se recopilaron en tres volúmenes de tankōbon a partir de mayo de 2024.

### Anime
El 10 de mayo de 2024 se anunció una adaptación de la serie de televisión de anime. La serie es producida por BloomZ en cooperación con Wolfsbane y dirigida por Masayoshi Nishida, con Yohei Kashii a cargo de la composición de la serie, Yusaku Nakamura diseñando los personajes, Kentaro Iino como asistente de dirección y Kyohei Matsuno componiendo la música. La serie se estrenó el 7 de abril de 2025 en Tokyo MX y BS Fuji. El tema de apertura, "Ie de Yeah! tte Age Tiger", es interpretado por Serena Kōzuki, mientras que el tema de cierre, "Android ni Kibuttake", es interpretado por Brave Mental Orchestra. OceanVeil obtuvo la licencia de la serie en América del Norte.